# Cleora nigrilinea
Cleora nigrilinea är en fjärilsart som beskrevs av W. Warren 1907. Cleora nigrilinea ingår i släktet Cleora och familjen mätare. Inga underarter finns listade i Catalogue of Life.